# 绍姆和库尔尚
绍姆和库尔尚（法語：Chaume-et-Courchamp，法語發音：[ʃom e kuʁʃɑ̃]）是法国科多尔省的一个市镇，位于该省东北部，属于第戎区。该市镇于1972年由原市镇绍姆（Chaume）和库尔尚（Courchamp）合并而成。

## 地理
绍姆和库尔尚（47°34'10"N, 5°21'4"E）面积8.1 平方千米，位于法国勃艮第-弗朗什-孔泰大區科多尔省，该省份为法国中东部省份，北起奥布省，西接涅夫勒省和约讷省，南至索恩-卢瓦尔省，东南接汝拉省，东临上索恩省，东北部与上马恩省接壤。
与绍姆和库尔尚接壤的市镇（或旧市镇、城区）包括：万雅讷河畔圣莫里斯、方丹弗朗赛斯、萨克奈、大佩尔塞、屈塞。

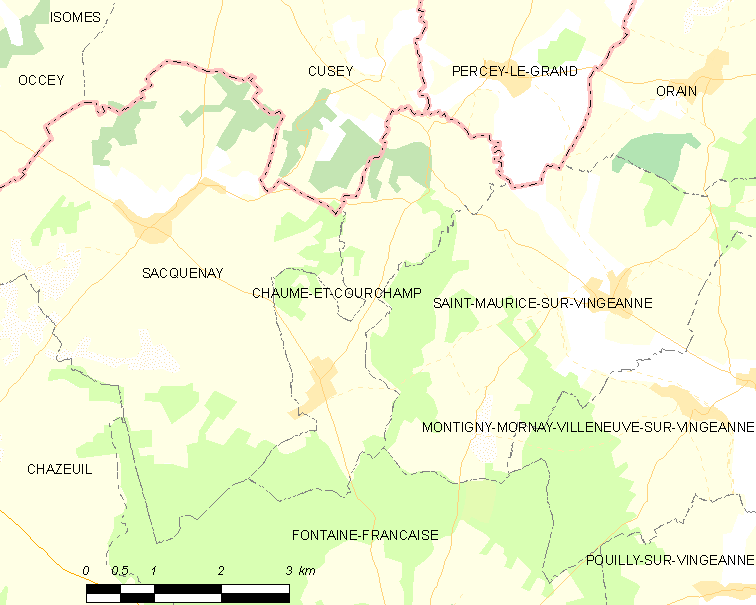
绍姆和库尔尚的OSM定位图

绍姆和库尔尚的时区为UTC+01:00、UTC+02:00（夏令时）。

## 行政
绍姆和库尔尚的邮政编码为21610，INSEE市镇编码为21158。

## 政治
绍姆和库尔尚所属的省级选区为圣阿波利奈尔县。

## 人口

1962-2008年间绍姆和库尔尚人口变化图示

绍姆和库尔尚于2022年1月1日时的人口数量为183人。